# 小行星18560
小行星18560（18560 Coxeter）是一颗绕太阳运转的小行星，为主小行星带小行星。该小行星于1997年3月7日发现。

## 轨道参数
小行星18560的轨道半长轴为3.1564640 UA，离心率为0.178。